# ارزش‌های خودابرازی
ارزش‌های خودابرازی بخشی از هسته ارزش‌ها در فرایند مدرن‌سازی هستند. خودابرازی مجموعه‌ای از ارزش‌هایی است که رواداری اجتماعی، رضایتمندی از زندگی، ابراز عمومی، و آرزومندی به آزادی را شامل می‌شود. رونالد انگلهارت، استاد دانشگاه میشیگان و پرورش‌دهنده نظریه پسا-ماتریالیسم به تفصیل بر روی این مفهوم کار کرده‌است.